# Beriev

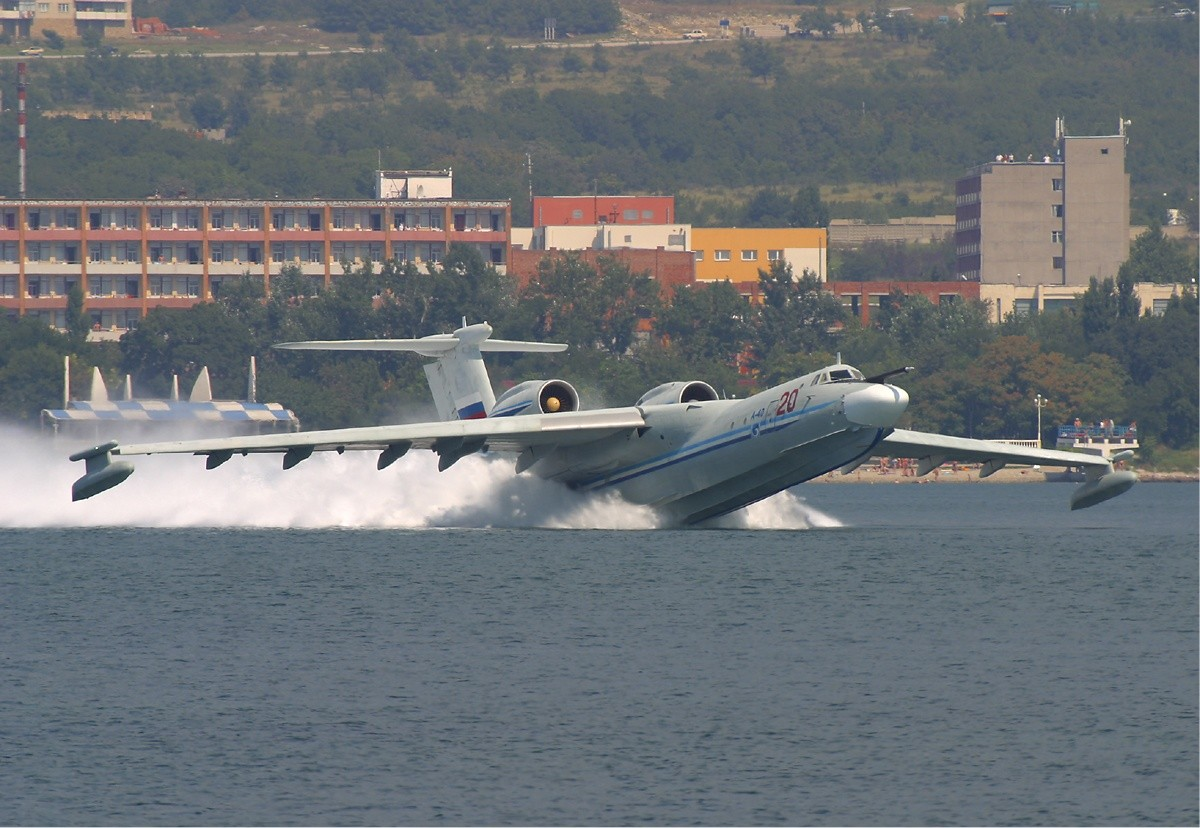
De Beriev A-40 / B-42 Albatros

Beriev (Russisch: Таганрогский авиационный научно-технический комплекс имени Г. М. Бериева; Taganrogski aviatsionny naoetsjno-technitsjeski kompleks imeni G. M. Berieva; "Wetenschappelijk-Technisch Luchtvaartcomplex van Taganrog vernoemd naar G.M. Beriev"), is een Russische vliegtuigbouwer. Het bedrijf werd opgericht in 1934 door Georgi Beriev en is gevestigd in de Zuid-Russische kustplaats Taganrog aan de Zee van Azov. Het vormde onderdeel van de IRKOET-holding en is in 2006 gefuseerd tot de Verenigde Vliegtuigbouwcorporatie.
Het bedrijf bouwt voornamelijk amfibievliegtuigen zoals de A-40, Be-200 en Be-103.
Naast de vliegtuigproductieactiviteiten is het bedrijf ook eigenaar van de luchtvaartmaatschappij Beta Air.